# 杨思俭
杨思俭，唐朝官员。隋朝司隶校尉楊綝子，观德王杨雄孙，有弟杨思约、杨思礼。
龙朔元年（661年），在太子中舍人任上受命与中书令、太子宾客许敬宗、侍中兼太子右庶子许圉师、中书侍郎上官仪等于文思殿博采古今文集，摘取其中英词丽句，分类，成五百卷，名为《瑶山玉彩》，上表献上。
龙朔年间杨思俭曾任司卫少卿。他的女儿有美色，被唐高宗和武皇后选为太子李弘妃，已经定下婚期，却被武皇后的外甥左散骑常侍周国公武敏之逼奸，后来没有嫁给李弘。
杨思俭与许敬宗、顾胤、许圉师、上官仪、孟利贞、姚璹、窦德玄、郭瑜、董思恭、元思敬集成《芳林要览》三百卷。杨思俭另有作《议沙门不应拜俗状》。
子右卫将军杨承祐。